# 志賀健次郎
志賀 健次郎（しが けんじろう、1903年（明治36年）12月10日 - 1994年（平成6年）9月28日）は、日本の政治家。位階は従三位、勲等は勲一等。
防衛庁長官（第15代）、衆議院議員（9期）を務めた。

## 経歴
岩手県東磐井郡大原町（のちの大東町、一関市）出身。岩手県立一関中学校を経て、1931年（昭和6年）早稲田大学政治経済学部政治学科卒。朝日新聞記者を経て、1941年大日本産業報国会参事、1942年に翼賛選挙に非推薦で立候補し敗れる。1947年の総選挙で初当選（当選同期に田中角栄・鈴木善幸・中曽根康弘など）。保守合同後も有田喜一・荒木万寿夫・小島徹三らと芦田均派を維持するが、芦田の死後は三木武夫派に加入。1962年（昭和37年）7月18日、第2次池田内閣で防衛庁長官に就任。その後、1969年の総選挙で落選し、政界から引退した。
1974年4月の春の叙勲で勲一等瑞宝章を受章する。
1994年9月28日、死去。90歳没。同年10月4日、特旨を以て位記を追賜され、死没日付で従三位に叙された。

## 親族
妻は、岩手県出身かつ宇都宮市で初の女医、志賀ミヱの長女美子で、一男一女をもうけた。美子は結核で34歳で死去し、子どもたちはミヱに預けられた。
- 長男：志賀節（環境庁長官）[1]
- 長女：志賀かう子（エッセイスト）[1]
- 伯父：志賀和多利（衆議院議員、弁護士）
- 叔父：亀卦川甚蔵（7代目大原町長）[3]